# Włocławek Wąskotorowy
Włocławek Wąskotorowy – nieistniejąca już stacja kolejowa, znajdująca się niegdyś nieopodal normalnotorowej stacji Włocławek.

## Historia
Kolej wąskotorowa we Włocławku zawdzięczała swoje istnienie wybudowaniu nowoczesnej cukrowni w Brześciu Kujawskim (w 1894 roku). Linię z Brześcia, o szerokości toru 750 mm, doprowadzono do Włocławka pod koniec 1907 lub 1908 roku.
W 1936 r. wybudowano nowy dworzec, budynek zachował się do dziś. Zachowała się również parowozownia (obecnie znajduje się na terenie punktu skupu złomu).
Wąskotorówka kolidowała z planowanymi inwestycjami drogowymi, w związku z tym w kwietniu 1978 r. zadecydowano o jej likwidacji. Oprócz względów merytorycznych na decyzję mogła wpłynąć również niechęć władz Włocławka do parowozów, uważanych wówczas za anachronizm. Ostatnim dniem kursowania pociągów był 21 kwietnia 1978 r., 22 kwietnia ewakuowano wagony i zerwano tory w okolicach dzisiejszego wiaduktu, którym przebiega ulica Wronia. Ciąg dalszy rozbiórki infrastruktury miał miejsce później, na mocy decyzji Ministra Komunikacji z 4 sierpnia 1978 r.
W okresie powojennym czas podróży wąskotorówką z Włocławka do Brześcia Kujawskiego wynosił 50-60 minut. Przystanki po drodze: Falbanka, Milencin (Mielęcin), Michelin, Nowa Wieś Dw., Smólsk, Popowiczki, Pikutkowo, Stary Brześć.

## Połączenia
Ze stacji można było dojechać (bez przesiadek) do węzłów kolejowych:
- Smólsk
- Brześć Kujawski